# Arctosa letourneuxi
Arctosa letourneuxi är en spindelart som först beskrevs av Simon 1885.  Arctosa letourneuxi ingår i släktet Arctosa och familjen vargspindlar. Inga underarter finns listade i Catalogue of Life.